# Đại học Kinh tế Wrocław

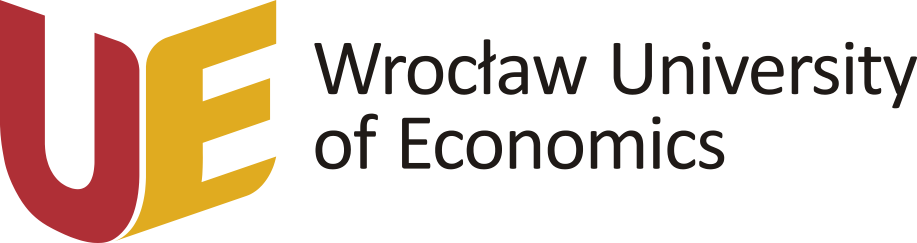
Đại học Kinh tế Wrocław

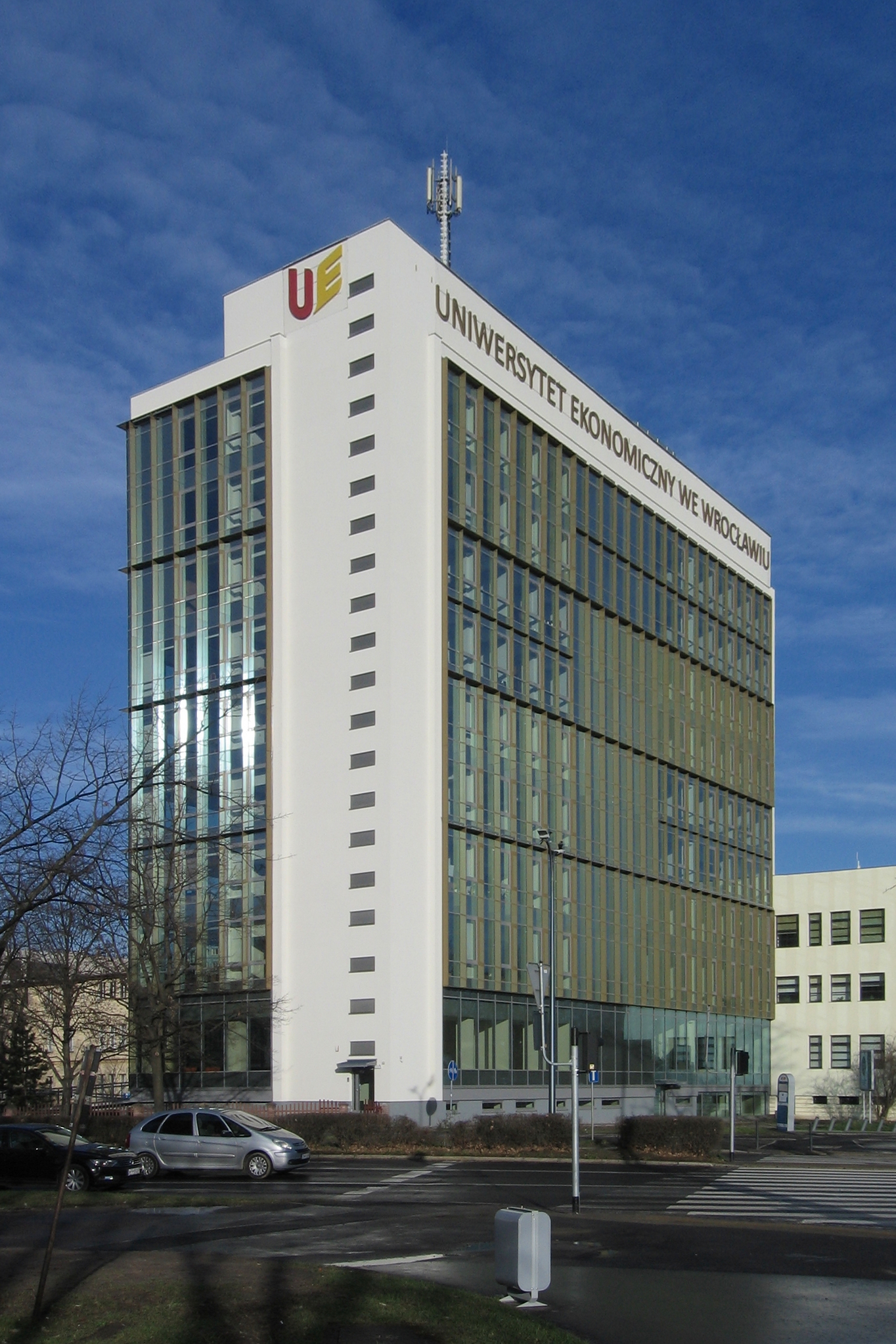
Tòa nhà "Z" (2018)

Đại học Kinh tế Wrocław (Uniwersytet Ekonomzny we Wrocławiu) là một trong mười trường đại học công lập ở Wrocław, Ba Lan. Được thành lập vào năm 1947 với tư cách là một trường kinh doanh tư nhân (sau đó được đặt tên là Wyższa Szkoła Handlowa, hay "Trade College"), nó được quốc hữu hóa vào năm 1954 dưới tên Wyższa Szkoła Ekonomzna, "Đại học Kinh tế"). Vào tháng 10 năm 1974, nó được đặt theo tên của nhà kinh tế học người Ba Lan Oskar Lange, mặc dù tên của ông không xuất hiện trong tên tiếng Anh chính thức của trường đại học. Đổi tên thành Đại học Kinh tế Wrocław (Uniwersytet Ekonomzny we Wrocławiu) năm 2008 đã loại bỏ Oskar Lange ra khỏi tên của Đại học.
Cơ sở chính với ba trong số bốn khoa có trụ sở tại Ulica Komandorska gần trung tâm của Wrocław, trong khi một khoa (Kinh tế và Du lịch Khu vực) nằm trong một khuôn viên riêng ở Jelenia Góra.
Trường đại học bao gồm các trường sau (khoa):
- Trường Khoa học kinh tế
- Trường Kỹ thuật và Kinh tế
- Trường Quản lý, Khoa học Máy tính và Tài chính
- Trường Kinh tế, Quản lý và Du lịch (Jelenia Góra)

Tổng cộng nó hoạt động với 784 giáo viên học thuật bao gồm 142 giáo sư. Có sự quan tâm mạnh mẽ đến các nghiên cứu kinh tế, trong năm học hiện tại, Trường có khoảng 14.000 sinh viên, và đến nay nó đã đào tạo hơn 70.000 sinh viên tốt nghiệp.

## Hiệu trưởng
1. Kamil Stefko (1947-1950)
2. Stefan Górniak (1950-1952)
3. Antoni Wrzosek (1952-1955)
4. Krzysztof Jeżowski (1955-1956)
5. Wincenty Styś (1956-1959)
6. Adam Chełmoński (1959)
7. Józef Fiema (1955-1966)
8. Józef Popkiewicz (1966-1979)
9. Józef Kaleta (1979-1987)
10. Wiesław Pluta (1987-1990)
11. Józef Kaleta (1990-1993)
12. Andrzej Baborski (1993-1999)
13. Marian Noga (1999-2005)
14. Bogusław Fiedor (2005-2012)
15. Andrzej Gospodarowicz (2012-2016)
16. Andrzej Kaleta (từ năm 2016)

## Tổ chức đối tác

### Malaysia
- Đại học Tunku Abdul Rahman

## Các nhà nghiên cứu và cựu sinh viên
- dr Leszek Czarnecki - giàu nhất Ba Lan (Forbes, 2008)
- giáo sư dr hab. Krzysztof Jajuga - người đứng đầu Hiệp hội CFA của Ba Lan
- giáo sư dr hab. Marian Noga - Hội đồng chính sách tiền tệ
- Jerzy Szmajdziński - Bộ Quốc phòng (Ba Lan)
- Grzegorz Marek Michalski

## Hình ảnh
Gallery of the University
- Nhìn từ phía tây tòa nhà CKU
- Tượng đài Oskar Lange
- Khuôn viên
- Simplex - Phối cảnh Đông Nam